# Щербинаит
Щербинаит (англ. Shcherbinaite) — минерал, пентаоксид диванадия (Оксид ванадия(V)). Назван в честь русского геохимика В. В. Щербины.

## Свойства
Щербинаит — полупрозрачный минерал со стеклянным блеском. Имеет твердость по шкале Мооса 3-3,5, плотность — 3,28. Щербинаит относится к ромбической сингонии. Встречается в виде игольчатых кристаллов, землистых масс и волокнистых агрегатов. Представляет собой природный пентаоксид диванадия, который является опасным для здоровья. Открыт в 1972 году на Камчатке (вулкан Безымянный).
Следует учитывать, что вещество, входящее в состав минерала (Оксид ванадия(V)) чрезвычайно токсично.

## Название на других языках
- немецкий — Shcherbinait;
- испанский — Shcherbinaita;
- английский — Shcherbinaite.